# This Is What the Edge of Your Seat Was Made For
This Is What the Edge of Your Seat Was Made For é o primeiro EP da banda britânica de rock Bring Me the Horizon. Oficialmente lançado em 25 de setembro de 2004, pela Thirty Days of Night Records na Austrália e em 30 de janeiro de 2005, pela Visible Noise Records no Reino Unido. A reedição pela Visible Noise apresenta um trabalho artístico na capa ligeiramente alterado.

## Visão geral
This Is What the Edge of Your Seat Was Made For foi lançado em 25 de setembro de 2004 nos EUA pela Earache Records. A primeira versão lançada pela Thirty Days of Night Records, foi limitado a apenas 1.000 cópias. O título vem da primeira linha da letra encontrada na faixa "Traitors Never Play Hangman". Segundo uma entrevista com a banda, "Traitors Never Play Hangman" era originalmente duas músicas diferentes. Um delas era "Traitors Never Play Hangman" e a outra chamada de "We Are All Movie Stars". A banda tocava ao vivo uma após a outra, mas depois de um tempo eles decidiram juntar as duas músicas em uma.
O EP teve seu trabalho inicialmente concluído, com a faixa "Traitors Never Play Hangman" sendo duas músicas separadas, em que o EP seria um lançamento de cinco faixas que incluiria as músicas: "Who Wants Flowers When You're Dead? Nobody.", "Dagger", "Passe Compose", "Traitors Never Play Hangman" e "We Are All Movie Stars". No início, a obra de arte também era diferente, com a capa com o logotipo da banda com um pardal no canto sobre uma garrafa de corações vazados de amor.

## Recepção
O EP ganhou "The Most Brootal E.P of the Year" 2004 em uma pesquisa publicada na revista de música alternativa ABM. A faixa "Who Wants Flowers When You're Dead? Nobody." foi incluído na edição especial da revista NME, intitulada "501 Lost Songs", onde foi listada na seção de metal da contagem regressiva com onze outras músicas de bandas como Metallica, Slipknot e Marilyn Manson.

## Faixas
| N.º            | Título                                                                                 | Duração |  |
| 1.             | "RE: They Have No Reflections"                                                         | 5:42    |  |
| 2.             | "Who Wants Flowers When You're Dead? Nobody." (regravado da demo The Bedroom Sessions) | 4:54    |  |
| 3.             | "Rawwwrr!"                                                                             | 4:13    |  |
| 4.             | "Traitors Never Play Hangman"                                                          | 3:37    |  |
| Duração total: | Duração total:                                                                         | 18:27   |  |

## Integrantes
- Oliver Sykes - vocal
- Matt Kean - baixo
- Curtis Ward - guitarra
- Lee Malia - guitarra
- Matt Nicholls - bateria